# Ktesibios von Chalkis
Ktesibios von Chalkis (altgriechisch Κτησίβιος ὁ Χαλκιδεὺς Ktēsíbios ho Chalkideús, latinisiert Ctesibius Calcideus) war ein antiker griechischer Philosoph. Er lebte im frühen 3. Jahrhundert v. Chr. und gehörte zum Kreis der elisch-eretrischen Schule. Über ihn ist wenig bekannt. Die einzigen zu ihm vorliegenden Quellen sind Athenaios und möglicherweise Diogenes Laertios.